# Луцій Тітіній Панса Сакк
Лу́цій Тіті́ній Па́нса Сакк (лат. Lucius Titinius Pansa Saccus; V—IV століття до н. е.) — політичний та військовий діяч Римської республіки, військовий трибун з консульською владою 400 і 396 років до н. е.

## Біографія
Походив з плебейського роду Тітініїв. 
Його було обрано військовим трибуном з консульською владою на 400 рік до н. е. разом з Публієм Ліцинієм Кальвом Есквіліном, Публієм Манлієм Вульсоном, Публієм Мелієм Капітоліном, Спурієм Фурієм Медулліном і Луцієм Публілієм Філоном Вульском в ході запеклої боротьби за доступ плебеїв в цю колегію. Він став одним з трьох плебеїв, які були трибунами цієї каденції. Того року римська армія відбила Анксур у вольськів.
396 року до н. е. його вдруге було обрано військовим трибуном з консульською владою разом з Публієм Ліцинієм Кальвом Есквіліном, який через поважний вік попросив аби обрали його сина, Публієм Мелієм Капітоліном, Гнеєм Генуцієм Авгуріном, Луцієм Атілієм Пріском і Квінтом Манлієм Вульсоном Капітоліном. Продовжувалась облога Вейї, а Луцій Тітіній разом з Гнеєм Генуцієм Авгуріном виступили проти фалісків і капенів, але потрапили в засідку. Гней Генуцій загинув, а Луцію Тітінію вдалося втекти. Звістка про загибель римської армії збурила Рим, а солдати, що облягали Вейї, були в паніці, деякі з них втекли. Через це сенат призначив диктатором Марка Фурія Камілла, який швидко повернув вояків і зрештою взяв Вейї.
З того часу про подальшу долю Луція Тітінія Панси Сакка відомостей немає.